# Jardim do Auditório Exterior
O Jardim do Auditório Exterior, ou Jardim dos Cavaleiros, é um jardim de acesso público e sem vedações localizado na freguesia do Areeiro (Lisboa), em Lisboa, sendo delimitado pelas ruas de Brito Aranha (norte), do Arco do Cego (poente) e Reis Gomes (sul).
O Jardim possui um pequeno anfiteatro de quatro degraus e um palco (dotado de camarins e salas de apoio), ambos semi-circulares e ambos em pedra lioz, e nele está implantado um conjunto escultórico, Os doze vice-reis da Índia, da autoria do pintor Luís Pinto-Coelho, constituído por doze cavaleiros montados a cavalo, em ferro forjado, dez dos quais circundam espaçadamente o anfiteatro.
Na parede lateral ao palco está inserido um Padrão comemorativo da intervenção pacificadora da rainha Santa Isabel na batalha que esteve prestes a ocorrer na primavera de 1323 entre as forças do rei D. Dinis e as do seu filho e futuro rei D. Afonso IV. Este Padrão, de data incerta, foi mandado restaurar no reinado de D. Carlos I, sendo Ministro da Guerra o general L. A. Pimentel Pinto, em julho de 1904. Pertence ao património público e encontrava-se em terrenos camarários. É a seguinte a inscrição do Padrão em ortografia actual: "Santa Isabel, rainha de Portugal, mandou colocar este padrão neste lugar em memória da pacificação que nele fez entre seu marido o rei D. Dinis e seu filho D. Afonso IV estando por se darem bem BT na era de 1323".
Este Jardim está construído em terreno e a expensas da Caixa Geral de Depósitos (CGD) que o disponibilizou em julho de 1995 para fruição pública conforme placa incrustada numa parede do jardim.